# Ixodes abrocomae
Ixodes abrocomae este o specie de căpușe din genul Ixodes, familia Ixodidae, descrisă de Fernando Lahille în anul 1916. Conform Catalogue of Life specia Ixodes abrocomae nu are subspecii cunoscute.